# Daisuke Watabe
Daisuke Watabe (japanisch 渡部 大輔 Watabe Daisuke; * 19. April 1989 in Tokorozawa, Präfektur Saitama) ist ein japanischer Fußballspieler.

## Karriere
Watabe begann das Fußballspielen in der Jugendmannschaft von Omiya Ardija. Seinen ersten Vertrag unterschrieb er 2008 bei Omiya Ardija. Der Verein spielte in der höchsten Liga des Landes, der J1 League. Am Ende der Saison 2014 stieg der Verein in die J2 League ab. 2015 wurde er mit dem Verein Meister der zweiten Liga und stieg in die erste Liga auf. Am Ende der Saison 2017 stieg er mit dem Klub wieder in die zweite Liga ab. Nach 213 Ligaspielen wechselte er im Januar 2022 zum Drittligisten SC Sagamihara.